# Phytomyza bicolor
Phytomyza bicolor är en tvåvingeart som beskrevs av Daniel William Coquillett 1902. Phytomyza bicolor ingår i släktet Phytomyza och familjen minerarflugor. Inga underarter finns listade i Catalogue of Life.